# Ендрік (футболіст, 1995)
Ендрік дос Сантос Парафіта (порт. Endrick dos Santos Parafita; нар. 7 березня 1995, Сантана, Амапа, Бразилія) — малазійський футболіст бразильського походження, атакувальний півзахисник та нападник малазійського клубу «Джохор Дарул Тазім», який виступає в оренді за в'єтнамський клуб «Хошимін Сіті».

## Клубна кар'єра
У Бразилії на юнацькому та молодіжному рівні виступав «Сантану», «Іпіранга», «Сан-Жозе» та «Баїя».
Дорослу футбольну кар'єру розпочав 2014 року в «Іпіранзі». Потім були скромні бразильські клуби «Кампіненсе» та «Санта-Рита». 
8 серпня 2016 року розпочав свою кар'єру в Європі, приєднавшись до клубу Першого дивізіону Кіпру «Аполлон» (Лімасол). Проте вже наступного дня, 9 серпня 2016 року відданий в оренду до кінця сезону 2016–17 «АЕЗ Закакіу». Дебютував за нову команду 21 серпня в переможному (3:1) поєдинку проти «Етнікоса» (Ахна).
23 січня 2017 року перейшов до «Ботошані». Дебютував за нову команду 20 лютого в програному (0:1) матчі проти «Динамо»  (Бухарест).
9 січня 2018 року розпочав азійський етап своєї кар'єри з переходу в малайзійський футбольний клуб «Фелкра», якому допоміг стати віце-чемпіоном Прем'єр-ліги Малайзії 2018 року. У січні 2019 року приєднався до складу представника Суперліги Малайзії «Селангора».  Дебютував за вище вказаний клуб 3 лютого у нічийному (1:1) матчі проти «Фелда Юнайтед». Першим голом за клуб відзначився 1 березня у програному (2:4) матчі проти «Джохор Дарул Тазіма».
5 березня 2020 року перейшов до клубу Прем'єр-ліги Малайзії «Пенанг». Допоміг команді виграти Прем’єр-лігу Малайзії 2020 року, завдяки чому «Пенанг» завоював путівку до Малайзійської Суперліги 2021.
5 січня 2023 року підписав контракт з «Джохор Дарул Тазімом» як підсилення перед стартому у Суперлізі Малайзії 2023 та Лізі чемпіонів АФК 2023/24. Оскільки він грав у Малайзії протягом останніх 5 років, він зареєстрований як місцевий гравець після отримання громадянства Малайзії. 1 березня Ендрік відзначився голом у дебютному матчі проти «Куала-Лумпур Сіті», який завершився перемогою його команди з рахунком 3:0. Після цього забивав у трьох матчах чемпіонату поспіль. 19 вересня дебютував у Лізі чемпіонів АФК у програному (0:1) поєдинку проти японського клубу «Кавасакі Фронтале». 12 грудня Ендріку вдалося відзначитися своїм першим голом у Лізі чемпіонів АФК, у переможному (4:1) поєдинку проти таїландського клубу «Патум Юнайтед».
11 серпня 2024 року відправився в оренду до завершення сезону 2024/25 років до команди В.Ліги 1 «Хошимін Сіті». 22 вересня відзначився голом і віддав результативну передачу у переможному (2:1) матчі проти «Біньдіня».

## Кар'єра в збірній
Оскільки Ендрік народився в Бразилії, а згодом отримав громадянство Малайзії, то мав право грати за Бразилію та Малайзію. 15 березня 2023 року отримав свій перший виклик до національної збірної Малайзії на централізований тренувальний збір, який розпочався 18 березня перед міжнародними товариськими матчами проти Туркменістану та Гонконгу. Дебютував за збірну 28 березня в поєдинку проти Туркменістану. У жовтні 2023 року отримав виклик для участі в турнірі Мердека 2023.
Учасник Кубку Азії 2023 року в Катарі. Пропустив перші матчі через травму, повернувся на поле у нічийному (3:3) поєдинку проти Південної Кореї. Учасник чемпіонату АСЕАН 2024 року.

## Досягнення

### Клубні
«Фелкра»
- Прем'єр-ліга Малайзії
  -  Срібний призер (1): 2018

«Пенанг»
- Прем'єр-ліга Малайзії
  -  Чемпіон (1): 2020[2]

«Джохор Дарул Тазім»
- Ліга Супер
  -  Чемпіон (1): 2023

- Кубок ФА Малайзії
  -  Володар (1): 2023

- Кубок Малайзії
  -  Володар (1): 2023

- Суперкубок Малайзії
  -  Володар (1): 2023

### У збірній
- Турнір Мердека
  -  Володар (1): 2024[3]
  -  Фіналіст (1): 2023[4]